# Maria-Rain
Maria-Rain ist ein Luftkur- und Wallfahrtsort im Landkreis Oberallgäu und liegt oberhalb des Wertachtals, das die Grenze zum Landkreis Ostallgäu bildet. Der Ort ist ein Gemeindeteil von Oy-Mittelberg.

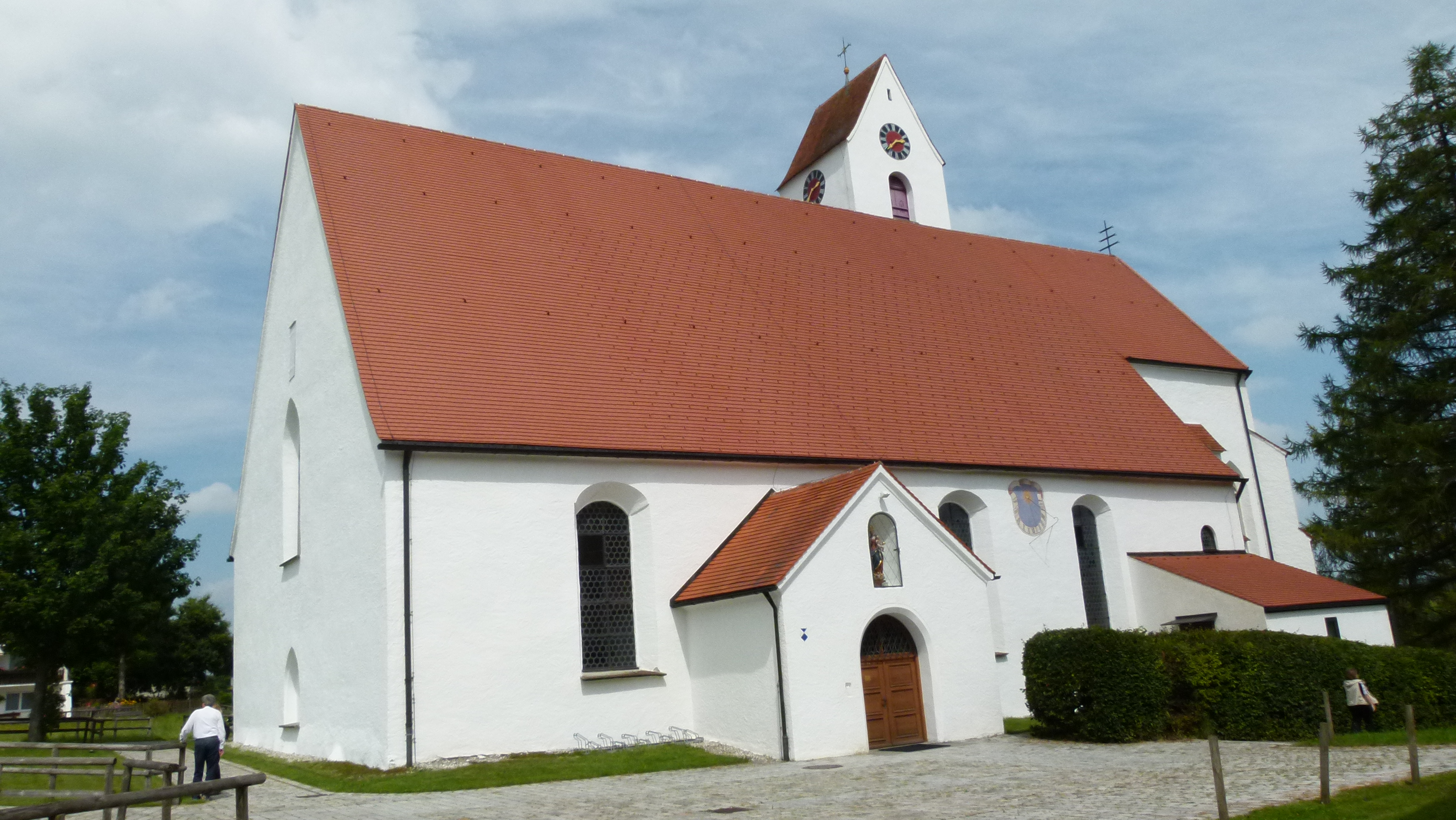
Wallfahrtskirche Maria Rain

## Geographie
Maria-Rain liegt auf gut 900 Metern Höhe unmittelbar vor den Allgäuer Alpen. Bekannte Gipfel in unmittelbarer Nähe sind der Alpspitz bei Nesselwang und der Grünten. Bei guter Sicht zeigen sich auch der Säuling bei Füssen und die Zugspitze. Bekannte Orte und Städte in unmittelbarer Umgebung sind Kempten, Nesselwang und Pfronten.
Im Ort und den benachbarten Weilern Bachtel, Bichel, Guggemoos, Rainen und Stich leben ca. 500 Menschen.

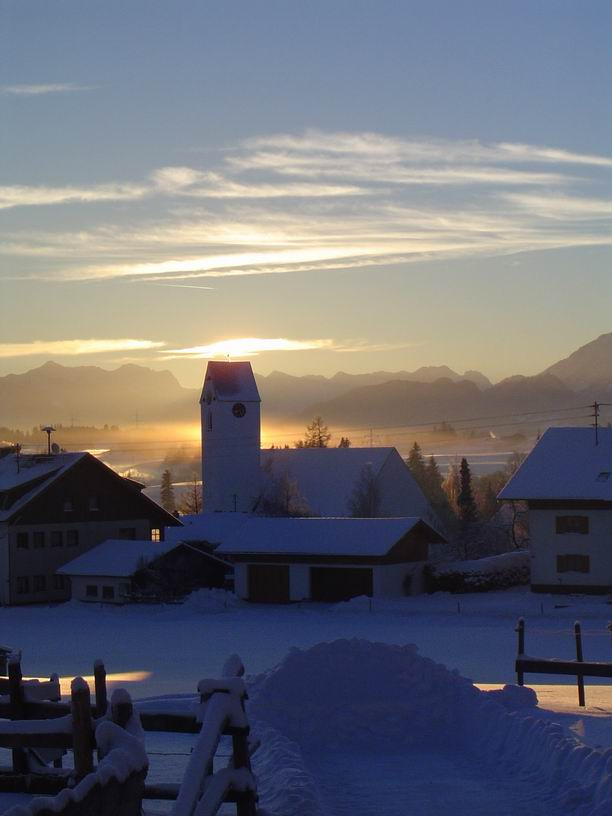
Kirche von Maria-Rain am 30. Dezember 2004

## Kultur und Sehenswürdigkeiten
Im unteren Teil gelegen findet man die barocke Wallfahrtskirche Hl. Kreuz. Hauptsächlich Gläubige aus Bayern pilgern in die Kirche, deren Außenfassade 2004 saniert wurde. Mit dem Bau der Kirche wurde 1497 begonnen. 1648, 1707 und 1760 wurden bauliche Veränderungen vorgenommen. Zur Kirche gehört auch der benachbarte Pfarrhof, dessen vorderer Teil renoviert ist und für Aktivitäten im Dorf genutzt wird, und dessen hinterer Teil sich noch im historischen Zustand befindet.

## Wirtschaft und Infrastruktur
Der Tourismus und die Landwirtschaft spielen eine große Rolle im Ort. Darüber hinaus gibt es auch ein kleines Gewerbegebiet.

### Verkehr

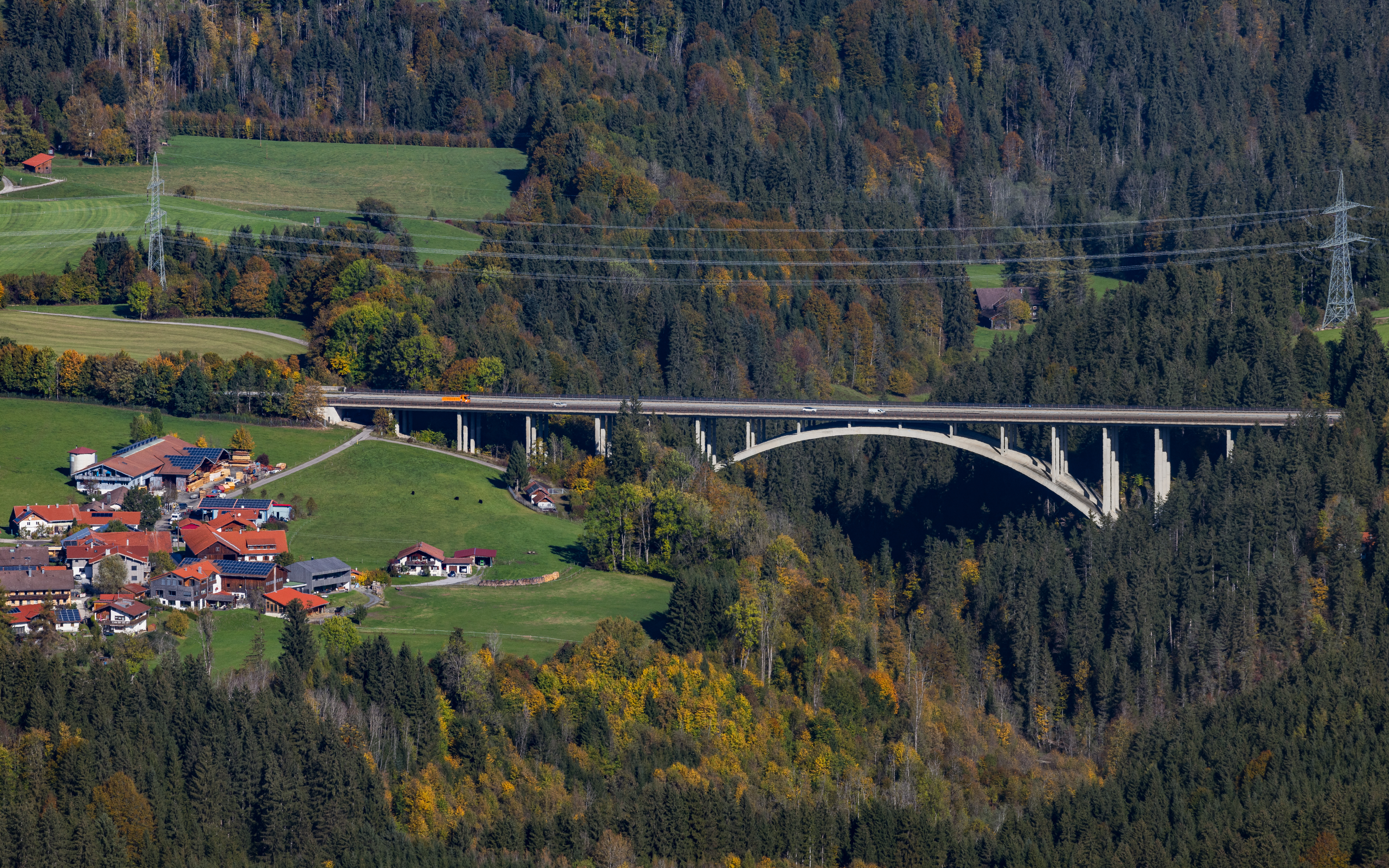
Maria-Rain und Brücke der A7 über das Wertachtal

Angebunden ist der Ort an die Staatsstraße 2520, die B310 sowie an die Autobahn A7. In knapp zwei Kilometern Entfernung zum Ort liegt ein Haltepunkt an der Außerfernbahn von Kempten (Allgäu) über Pfronten und Reutte nach Garmisch-Partenkirchen.

### Einrichtungen
- Zahlreiche Badeseen wie der Grüntensee
- Freizeitbäder

### Vereine
Maria-Rain verfügt über ein stark ausgeprägtes Vereinsleben. Besonders erfolgreich ist die örtliche Musikkapelle, die weit über den Landkreis bekannt ist. Im Sommer richten die Musikanten das vor allem bei Touristen beliebte Sticher-Weiher-Fest aus.

## Persönlichkeiten
- Josef Allgayer, (* 1942; † 2018) Träger des Ehrenzeichens des bayerischen Ministerpräsidenten.[2]
- Sigmund Riefler (* 9. August 1847 in Maria Rain (Allgäu); † 21. Oktober 1912 in München), deutscher Physiker, Erfinder und Präzisionsuhrmacher.
- Matthias Schriefl (* 1981), Jazzmusiker, wuchs in Maria-Rain auf; ebenso Magnus Schriefl (* 1983).
- Michael Gebath (* 1769), es ranken sich zahlreiche Mythen um Michael Gebath, der der Legende nach im späten 19. Jahrhundert im Großraum der Gemeinde Oy-Mittelberg zweifelhaften Ruhm erlangte. Michael Gebath wurde am 6. Juni 1769 in Maria Rain geboren, er erlangte ein ansehnliches Vermögen durch die Herstellung von Alkohol und Schmuggel in die zahlreichen umliegenden Orte und Städte. Das Alleinstellungsmerkmal seiner alkoholhaltigen Getränke bestand der Sage nach in der unter anderem bewusstseinserweiternden Wirkung seiner „Kreationen“. Er soll unter anderem sogar die damaligen Erzbischöfe und die Vorfahren des Königs Maximilian I. Joseph beliefert haben.